# Bani Ubajd (Al-Minja)
Bani Ubajd – miejscowość w Egipcie, w muhafazie Al-Minja, w dystrykcie Abu Kurkas. W 2006 roku liczyła 22 319 mieszkańców.